# Sequeira (Uruguay)
Pour les articles homonymes, voir Sequeira.
Sequeira est une ville de l'Uruguay située dans le département d'Artigas. Sa population est de 970 habitants.

## Population
| Année | Population |
| ----- | ---------- |
| 1963  | 887        |
| 1975  | 802        |
| 1985  | 650        |
| 1996  | 877        |
| 2004  | 970        |

,